# Achipteria imperfecta
Achipteria imperfecta är en kvalsterart som först beskrevs av Suzuki 1972.  Achipteria imperfecta ingår i släktet Achipteria och familjen Achipteriidae. Inga underarter finns listade i Catalogue of Life.